# Tréma souscrit
Pour les articles homonymes, voir Tréma (homonymie).
Le tréma souscrit ‹  ̤ › est un diacritique de l’alphabet latin. Il a la forme du tréma que l’on place le plus souvent au-dessus d’une lettre, mais est placé au-dessous d’une lettre. Il modifie la valeur du son représenté par la lettre.

## Utilisation

### Alphabet scientifique des langues du Gabon
L’alphabet scientifique des langues du Gabon utilise le tréma souscrit avec la lettre U : ṳ.
Celui-ci peut être combiné avec d’autres diacritiques indiquant le ton : ṳ̏, ṳ̀, ṳ̄, ṳ́, ṳ̋, ṳ̍, ṳ̂, ṳ̌.

### Alphabet phonétique international
L’alphabet phonétique international utilise le tréma souscrit pour indiquer le mode d’articulation murmure, par exemple [a̤].

### Hakka
Le tréma souscrit est utilisé en hakka avec le système de transcription pha̍k-fa-sṳ qui utilise la lettre ṳ, U tréma souscrit. Celui-ci peut-être combiné avec d’autres diacritiques indiquant le ton : ṳ̂, ṳ́, ṳ̀, ṳ́, ṳ̊, ṳ̍.

## Codage

### Caractères précomposés
La lettre U avec tréma souscrit existe sous forme de caractère précomposé depuis les débuts d’Unicode :
- Majuscule : U+1E72 Ṳ
- Minuscule : U+1E73 ṳ

### Diacritique combinant
Le tréma souscrit est codé dans Unicode sous forme du caractère (U+0324, ̤) combinable avec la lettre qui le précède, par exemple « a̤ ».